# آدم بلاك (لاعب كرة قدم)
آدم بلاك (بالإنجليزية: Adam Black)‏ (24 مايو 1992 بليفربول في المملكة المتحدة - ) هو لاعب كرة قدم بريطاني في مركز الهجوم. لعب مع نادي أكرينغتون ستانلي وAlsager Town F.C. ‏.

## وصلات خارجية
- آدم بلاك على موقع قاعدة بيانات كرة القدم.إي يو (الإنجليزية)
- آدم بلاك على موقع Soccerway.com (الإنجليزية)